# Jorge Alves de Lima
Jorge Alves de Lima (Joaquim Távora, 04 de agosto de 1937) é um escritor, historiador, pesquisador, colunista e advogado brasileiro.   Reconhecido por sua trajetória notável   tanto na literatura quanto no direito, destacou-se por suas pesquisas detalhadas sobre Campinas e pela contribuição à biografia do maestro e compositor brasileiro Antônio Carlos Gomes. Como advogado, dedicou mais de quatro décadas de sua vida à Prefeitura Municipal de Campinas, aposentando-se em 1995 como Consultor Geral do Município. No campo literário e histórico, é autor de diversas obras que exploram o final do século XIX na região de Campinas, incluindo crônicas sobre a história da cidade, uma série sobre a Febre Amarela e a mais abrangente biografia de Carlos Gomes, composta por quatro volumes. Essa importante obra aborda toda a trajetória do compositor, desde seu nascimento e ascensão até sua morte, culminando na construção de seu imponente Monumento-Túmulo. Foi também representante do Brasil no Prêmio Internacional Luís de Camões, sendo eleito em 2022 Presidente da Comissão Julgadora da 34ª edição da premiação. 

## Biografia

### Carreira como Advogado
Jorge Alves de Lima exerceu a advocacia na Prefeitura Municipal de Campinas por 40 anos. Como servidor público, foi o primeiro admitido no gabinete do então prefeito Ruy Novaes; quando se aposentou, ocupava o cargo de Consultor Geral do Município. Durante sua trajetória, também atuou como assessor jurídico do Ceasa, contribuindo de forma significativa para a administração pública local. 
Após sua aposentadoria, foi entrevistado pelo Espaço Memória do Camprev, sendo posteriormente incluído no quadro “Servidor que Fez História”. Sua dedicação ao serviço público e seu profundo amor por Campinas o inspiraram a explorar e documentar a história da cidade, consolidando seu papel como pesquisador e historiador de destaque.  O lema que deixa para todos os servidores públicos é  “Eu não fui funcionário de um prefeito específico, fui funcionário da entidade Prefeitura Municipal de Campinas”.

### Pesquisa histórica e produção literária
Jorge Alves de Lima é amplamente reconhecido por suas pesquisas históricas, com foco especial na cidade de Campinas no final do século XIX e no inicio do século XX. Como historiador e escritor, figura entre os principais memorialistas da região, sendo uma importante referência, principalmente nos estudos históricos do interior paulista. Sua obra mais destacada é a biografia de Carlos Gomes, considerada a mais abrangente já publicada sobre o compositor. Dividida em quatro volumes, a biografia abrange desde o nascimento e ascensão de Gomes até sua morte e o legado perpetuado pelo Monumento-Túmulo. Outro destaque de sua produção acadêmica é a investigação sobre a epidemia de Febre Amarela que assolou Campinas no mesmo período. Esses estudos resultaram na criação da Série da Serpente, uma coleção de livros que examina o impacto da doença na história e sociedade campineira.  
Jorge Alves de Lima também atua como colunista no jornal Correio Popular, onde compartilha suas análises e reflexões sobre história, cultura e temas relacionados à cidade de Campinas.

### Presidente da Academia Campinense de Letras
Jorge é Acadêmico Titular da Academia Campinense de Letras. Presidiu a entidade por três mandatos consecutivos, de janeiro de 2019 a dezembro de 2024. Durante sua gestão, promoveu significativas reformas e avanços, destacando-se a revitalização do prédio histórico e o fortalecimento dos laços da Academia com a sociedade. Um dos projetos de maior impacto foi a aproximação com os alunos das escolas municipais da periferia, que eram convidados a participar das sessões solenes, recebendo livros como presente e estímulo à leitura. Antes de Jorge, a presidência esteve a cargo do desembargador Luís Carlos Cândido Martins Sotero da Silva, que liderou a instituição no biênio 2017-2018. A sucessora de Alves de Lima será a Dra. Ana Maria Melo Negrão, a tomar posse em janeiro de 2025.  

### Participação em Academias e Instituições Culturais
Jorge Alves de Lima é membro de diversas instituições culturais e acadêmicas:
- Academia Campinense de Letras (ACL): Foi presidente da ACL por três mandatos consecutivos e é Acadêmico Titular. Sua cadeira na ACL é a n°2, cujo antecessor foi José Antônio Moraes Busch e o patrono é Dom João Batista Correira Nery. [9]

- Academia Paulista de História: Membro. Ocupa a cadeira n°31. [10]

- Conselho Científico do Centro de Memória da Unicamp: Membro. [11]

- Instituto Histórico e Geográfico de Campinas (IHGG Campinas): Membro. Ocupa a cadeira de n°42, cujo patrono é Francisco Glicério de Cerqueira Leite. [12]

- Academia Campineira de Letras e Artes: Acadêmico Honorário. [13]

- Instituto Histórico e Geográfico de São Paulo (IHGG-SP): Em janeiro de 2025, tomará posse como membro, ocupando a cadeira de Guilherme de Almeida, primo-irmão de sua avó.

### Contribuições ao Prêmio Camões
Em 2021, Jorge Alves de Lima foi escolhido pelo Governo Federal para representar o Brasil no Prêmio Luís de Camões, perante Portugal e os países africanos de língua portuguesa. Sua nomeação representou um marco significativo não somente na sua vida, mas também para a cidade, especialmente ao ocorrer em detrimento de diversos candidatos fortes e influentes. Nunca antes na história de Campinas um de seus habitantes havia sido escolhido para tão honrosa função, evidenciando o reconhecimento de sua trajetória e contribuições culturais como determinantes para a escolha. Em 2022, foi eleito Presidente da Comissão Julgadora da 34ª edição da premiação. Sua participação destacou e reforçou seu papel como uma figura relevante na literatura e na cultura brasileira.  

### Reconhecimentos e homenagens
Sendo uma figura importante, tem sido amplamente reconhecido por sua destacada participação e contribuição no meio acadêmico, recebendo diversas homenagens ao longo de sua carreira. Entre as honrarias, destacam-se a Medalha da Biblioteca Nacional, concedida em reconhecimento às suas contribuições enquanto representante do Brasil e Presidente do Júri do Premio Camões; a Medalha Carlos Gomes, que celebra sua atuação como um dos principais biógrafos do maestro campineiro e reconhece seu papel na divulgação e preservação do trabalho do compositor; e a Medalha Samuel Lisman, atribuída por seu impacto no cenário cultural e histórico. Jorge Alves de Lima também foi agraciado com a Challenge Coin Guilherme de Almeida, uma distinção especial que valoriza sua ligação com o renomado poeta e a preservação da memória cultural, além da Medalha MMDC, símbolo de patriotismo e dedicação à preservação da história paulista e nacional. 

## Principais obras
- Carlos Gomes: Biografia em quatro volumes - A mais completa obra sobre o compositor campineiro. Os livros dessa série são: Sou e sempre serei: O Tonico de Campinas; Uma nova estrela; O sono eterno em seu berço natal e A última morada.

- Série A Serpente: Uma profunda pesquisa sobre a Febre Amarela em Campinas, investigando a epidemia que devastou a cidade no final do século XIX. É composta pelos livros: O Ovo da Serpente; O Retorno da Serpente e A Serpente espreita Campinas.

- Tempos Idos e Vividos: Seu primeiro volume de memórias.

- Crônicas de Campinas – Século XIX /Século XX: Desde o adeus de um rouxinol a Carlos Gomes aos dérbis da Ponte e do Guarani.

- Lições De Vida: Crônicas De Jorge Alves De Lima no Correio Popular: Crônicas publicadas no Correio Popular; um presente do autor aos 95 anos do jornal